# Hymenandra beamanii
Hymenandra beamanii är en viveväxtart som beskrevs av Benjamin Clemens Masterman Stone. Hymenandra beamanii ingår i släktet Hymenandra och familjen viveväxter. Inga underarter finns listade i Catalogue of Life.